# Оргуље и ватрогасци
„Оргуље и ватрогасци” је југословенски ТВ филм из 1973. године. Режирао га је Ванча Кљаковић а сценарио су написали Обрад Глушчевић и Крунослав Квин.

## Улоге
| Глумац          | Улога                              |
| --------------- | ---------------------------------- |
| Ивица Видовић   | Тонко звани Тунте                  |
| Мирјана Николић | Магда                              |
| Мирко Војковић  | Кеко Црквењак                      |
| Мато Ерговић    | Велечасни                          |
| Ета Бортолаци   | Јеролима                           |
| Винко Призмић   | Фране, свадљиви господин с шеширом |
| Златко Мадунић  | Вицко, брицо                       |
| Божидар Тракић  | Брицова муштерија                  |
| Рикард Брзеска  | Свадљивац                          |
| Јоско Вискић    | Ћелави господин с наочалима        |

Остале улоге  ▼
| Глумац          | Улога                        |
| --------------- | ---------------------------- |
| Јелица Влајки   | Луција, Тонкова матер        |
| Деса Беговић    | Ћакулона с прозора           |
| Бранка Лончар   | Кате, ћакулона с прозора     |
| Анте Дулчић     | Шиме, бравар                 |
| Ана Регио       | Сардина, жена с црном торбом |
| Мандица Вулетић | Нона с прозора               |
| Динка Реметин   | Нона с прозора               |
| Леон Франић     | Јере, дјечак                 |